# Димитрија Чуповски
Димитрија Чуповски (Папрадиште код Велеса, 8. новембар 1878 — Лењинград, 29. октобар 1940) био је македонски писац и лексикограф.

## Биографија
Димитрија је рођен у селу Папрадиште у Османском царству. Прије његовог рођења, албански разбојници су му убили оца. Када је имао десет година, његово село је спаљено и цјелокупна његово порадица се пресеила у Крушево, родно мјесто његове мајке. Након учења молерског заната, његов брат и он одлазе у Софију у потрази за послом. У пријестолници новоосноване Краљевине Бугарске Чуповрски је радио током дана, а ноћу је похађао школе које су организовали Дамјан Груев, Петар Поп Арсов и остали учесници.
Касније своје образовање наставља у Београду, и у Санкт Петербургу. Пробугарски револуционар Христо Шалдев, који је тада живео у Санкт Петербургу, описао је Димитрија као особу са проруским ставовима. Према Шалдеву, члану Тајног македонско-једренског круга у Санкт Петербургу и ВМРО, главни идеолози под чијим утицајем је био Чуповски су српски професори Стојан Новаковић, Јован Цвијић и Александар Белић. Новаковић је посебно користио своју дипломатску улогу у Санкт Петербургу како би своје идеје спровео у дјело, кроз своју подршку Македонском научном и књижевном друштво, основаном у Санкт Петербугру 1902. године и македонским члановима као што је Чуповски.
Када је Чуповски 1905. године покушао да организује први „Панмакедонски конгрес” у Велесу, био је избачен из града по наређењу логалног команданта ВМРО Ивана Наумова уз пријетње смрћу због својих промакедонских и антибургарских идеја. Блаже Ристовски тврди да се то десило због интрига локалног митрополита и активности Шалдева, који је описао Чуповског као српског шпијуна, али је на крају, у својим мемоарима, представио писмо од Чуповског, написано 1904. године, у коме он пише против „српске пропаганде у Македонији и њеног деструктивног утицаја на људе”. Неки бугарски истраживачи такође претпостављају да је Чуповски био маргинална фигура и српски шпијун у служби руског министарства спољних послова.
Након избијана Првог балканског рата и ослобађања Македоније, Чуповски је 17. новембра стигао у Софију, гдје са састао са дијелом македонске емиграције, али без већих успијеха. У Скопље је стигао 4. децембра гдје је остао у кући свог стрица и такође се састао са неким локалним грађанина. Овај покушај да их убиједи у своја промакедонске идеје је пропао и био је одбачен. Што из страха, што из неких ранијих убеђења која су била наметнута становништву са све три стране, мада је и код доброг дела људи наилазио на разумевање. Међутим, убеђен у своја начела и своје идеје Димитрија са својим пријатељем Петром Поп Арсовим одлазе у Лондон и Париз. Тамо су писали чланке о македонској државности и о свим карактерима претходног рата на Балкану и какав је утицај оставио на становништво Македоније. Тада Чуповски објављује и прву карту Македоније у боји, на македонском језику „Карта Македонија”. Поред карте, Чуповски је објавио и чланке „Македонски народници” и „Меморандум на Македонците” марта 1913. године. Сва три чланка, Чуповски шаље Лондонској конференцији и руском печату ради бољег упознавања са македонским проблемом и жељом Македонаца за слободу Македоније. 7. јуна био је потписан и „Меморандум на Македонците” који је био послат и владама балканских дражава. Меморандум, који је нека врста првог јавног наступа пред светском публиком, излаже и истиче борбу Македонаца за њихову слободу и независну државу, наглашавајући учешће Македонаца у Првом балканском рату као једнаку ратничку страну. Нешто касније појављује се и новина „Македонски Глас” која је била штампана у 11 броја на руском језику. И као таква важан је историјски архив за борбу македонске националне слободе.
Када је отишао за Велес, гдје је организовао Панмакедонску конференцију, која је дефакто била састанак на коме су присуствовали неки локални револуционарни из лијевог круга ВМРО. Чуповски их је убиједио да пошаљу представнике на Лондонску конференцију у покушају да остваре територијални интегритет Македоније, али је на крају тај покушај био неуспјешан. Након тога се Чуповски из Македоније вратио у Санкт Петербург, гдје је инициорао слање меморандума о аутономији Македоније Великим силама и другим земљама Балканског савеза. Након балканских ратова и српског освајања Вардарске Македоније Чуповски је изложио сваки детаљ српске акције у Македонији и сваки злочин који је услиједио.
Димитрија Чуповски преминуо је у Лењинграду (Санкт Петербург), 29. октомбра 1940. године. На сахрани је био прекривен заставом македонске колоније, а на крсту његов син је исписао:
„Борац за право и слободу македонског народа”